# Wilhelm II. von Diest

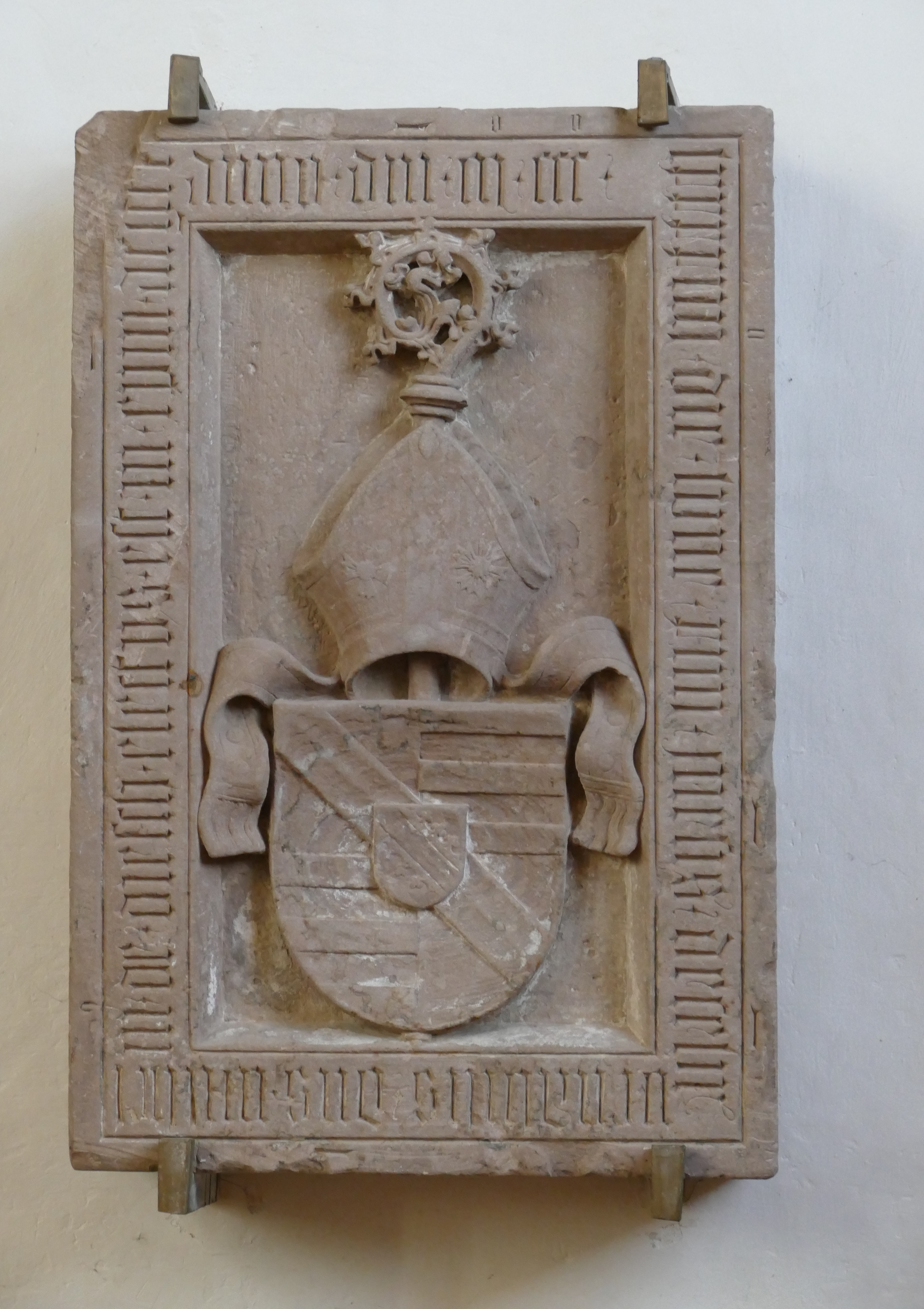
Wilhelm II. von Diest (Molsheim, Elsass)

 Wilhelm II. von Diest oder „Wilhelm von Utrecht“ († 6. Oktober 1439) war 1393 bis 1439 zuerst Elekt, dann Fürstbischof von Straßburg mit dem Mitwirken von Weihbischof Hugo, Bischof von Nikopolis, unter der Herrschaft der Könige Wenzel, Ruprecht, Sigismund und Albrecht II. Er erlebte die zahlreichen aufeinander folgenden Pontifikate von Bonifaz IX., Innozenz VII., Gregor XII., Martin V. und Eugen IV.
Als Elekt von Strasburg stand er unter der Schirmherrschaft der Mainzer Metropoliten Konrad II. von Weinsberg, Gottfried von Leiningen, Johann II. von Nassau, Konrad III. von Dhaun und Dietrich Schenk von Erbach.

## Herkunft und Familie
Er heißt in manchen Quellen Wilhelm von Diesch. So wird auch sein Name im Epitaph in der Jesuitenkirche (ehemals in der Spitalkirche) von Molsheim geschrieben. So heißt er auch meist im elsässischen Raum, was möglicherweise auf die südwestdeutsche Aussprache des /S/ als /SCH/ zurückzuführen ist.
Er stammte aus der brabantischen Adelsfamilie Diest.

## Leben und Wirken

### Ein nicht konsekrierter Elekt
Er wurde am 7. Juli 1393 gegen den Mitbewerber Burkhard II. von Lützelstein zum Bischofselekt gewählt und behielt diese Position bis zum Herbst 1439, obwohl er nicht zum Priester geweiht worden war. Wilhelm trat sein Amt am 14. November 1394 feierlich an. Vom Status her war er quellenmäßig electus non consecratus: Er war ein gewählter, aber kein konsekrierter Bischof. Es fehlte ihm die Ordination, die ihn dazu befähigte, den wahren Leib Jesu zu konsekrieren und die Priesterweihe zu spenden.
Durch päpstliche Sendung erhielt er die sogenannte «Jurisdiktion», das heißt die Macht, sein Bistum bzw. Hochstift zu verwalten. Er durfte den Priestern lediglich die Sendung erteilen, aber durfte sie weiterhin nicht ordinieren.
Wilhelm illustriert eine damals verbreitete Praxis zu Gunsten der adeligen und Patrizierfamilien, die herrschende Positionen in etlichen Fürstentümern und Herrschaften innehatten: Bistümer wurden deren Kindern manchmal kurz nach der Geburt vorbehalten und bis zu ihrer Volljährigkeit von einem weltlichen Gouverneur administriert und durch einen Weihbischof geistlich, liturgisch und seelsorgerisch verwaltet. Im Falle von Wilhelm handelte es sich um den Bischof von Nikopolis, Hugo. Nicht selten traten solche Bischöfe, die ihre episkopale Würde von Kind auf bekamen, in den weltlichen Stand zurück, um zu heiraten und als einzige überlebende Nachkommen das Fortbestehen des Geschlechts zu sichern. Da sie keine Priesterweihe empfangen hatten, war das rechtlich eine reine Formalität.
Dies traf auf Wilhelm von Diest nicht zu: 1417 ließ er sich schließlich zum Priester weihen und 1420 zum Bischof, 27 Jahre nachdem er ernannt worden war.

### Episkopat und politische Entscheidungen
Wilhelm zog sich durch seine Ausgabenpolitik den Unmut der Straßburger Bürger zu, vor allem weil er geistliche Pfründen auch an weltliche Herren vergab. So verpfändete er 1401 Kloster und Stadt Ettenheim an die Stadt Straßburg, die für den Ausbau der Stadtbefestigungen um einen zweiten Mauerring sorgte.
1415 wurde er wegen seiner Verschwendung von den Bürgern Straßburgs festgesetzt. Er klagte vor dem Konzilsgericht in Konstanz dagegen. Die Stadt Straßburg wurde dabei durch den Merseburger Bischof Nikolaus Lubich vertreten. Unter anderem wegen der gegen diesen erhobenen Bestechungsvorwürfe wurde Wilhelm von Diest freigesprochen und die Bürger aufgefordert, sich mit dem Bischof zu versöhnen. Die Auseinandersetzungen zwischen Bischof und Stadt loderten aber weiter und kulminierten schließlich im Bischofskrieg von 1428 bis 1429, der vor allem im Hanauerland ausgefochten wurde.
Wilhelm II. gilt als der Erbauer des alten bischöflichen Schlosses in Saverne.